# Mamestra lutina
Mamestra lutina är en fjärilsart som beskrevs av Smith 1902. Mamestra lutina ingår i släktet Mamestra och familjen nattflyn. Inga underarter finns listade i Catalogue of Life.